# Kalle Lappalainen
Kalle Lappalainen   (Juankoski, 30 de setembre de 1877 - Finlàndia, 9 de maig de 1965) va ser un tirador finlandès que va competir en els anys posteriors a la Primera Guerra Mundial. En retirar-se fou president de la Federació Finlandesa de Tir.
El 1920 va prendre part en els Jocs Olímpics d'Anvers, on va disputar set proves del programa de tir. Guanyà la medalla de plata en la prova de tir al cérvol, tret simple per equips i la de bronze en la de rifle militar 300 metres, bocaterrosa per equips. Fou quart en rifle lliure 300 metres, 3 posicions per equips, setè en rifle militar 300 metres, drets per equips i vuitè en rifle militar 600 metres per equips com a millors resultats.